# Cumulopuntia pyrrhacantha
Cumulopuntia pyrrhacantha ist eine Pflanzenart in der Gattung Cumulopuntia aus der Familie der Kakteengewächse (Cactaceae). Das Artepitheton pyrrhacantha bedeutet ‚mit feuerroten Stacheln‘.

## Beschreibung
Cumulopuntia pyrrhacantha wächst niedrig bleibend und strauchig. Die eiförmigen bis ellipsoiden, glänzend gelblich grünen  Triebabschnitte sind gewarzt und bis zu 2 Zentimeter lang. Die Areolen bedecken die Triebabschnitte. Die obersten von ihnen tragen fünf bis acht kräftige, gelblich rote Dornen, die bis zu 4 Zentimeter lang sind.
Die goldgelben Blüten erreichen Längen von bis zu 3,5 Zentimeter. Das unbedornte Perikarpell ist an seiner Basis kahl. Im oberen Bereich befinden sich glochidentragende Areolen.

## Verbreitung und Systematik
Cumulopuntia pyrrhacantha ist in den Hochanden des bolivianischen Departamentos La Paz, der peruanischen Region Tacna und im Norden des benachbarten Chile verbreitet.
Die Erstbeschreibung als Opuntia pyrrhacantha erfolgte 1898 durch Karl Moritz Schumann. Friedrich Ritter stellte die Art 1981 in die Gattung Cumulopuntia. Ein weiteres nomenklatorisches Synonym ist Tephrocactus pyrrhacanthus (K.Schum.) Backeb. (1958).

## Nachweise